# Marek Cichoń
Marek Cichoń (ur. 1960 w Szczecinie) – polski fotografik przyrody i dokumentalista, przyrodnik.

## Życiorys
W latach 1976–1999 był związany ze Szczecińskim Towarzystwem Fotograficznym, a od 1999 z Polsko-Amerykańskim Klubem Fotografika w USA. Autor filmu Jezioro Świdwie (1992, VHS), fotografii i albumów przyrodniczych ukazujących piękno i bogactwo polskiej przyrody, szczególnie jej północno-zachodniego regionu, pradoliny Dolnej Odry. Absolwent Społecznego Studium Fotografii ZPAF (1978) Instruktor fotografii (uprawnienia od 1982). Projektował i realizował wystawy na obchody centralne Światowego Dnia Ochrony Środowiska: Szczecin 1993, Toruń 1995. Swoją twórczość fotograficzną wykorzystuje jako pracę na rzecz edukacji ekologicznej i propagowania ochrony przyrody, a także czynnie działał na rzecz ochrony zachodniopomorskiej przyrody. Fotografię przyrodniczą publikował w 29 tytułach gazet i czasopism oraz w formie widokówek, plakatów, folderów. Przy realizacji wydawnictw wykonywał prace projektowania graficznego własnych publikacji autorskich oraz dla innych publikacji poligraficznych. W latach 1991–1994 był współautorem opracowań dwunastu ustanowionych obszarów chronionych (zespoły przyrodniczo-krajobrazowe i użytki ekologiczne). W latach 1991–1993 był Komisarzem Ogólnopolskiego Pleneru Fotografii Przyrodniczej w Słońsku. Jego mentorem i przyjacielem był przyrodnik i fotografik – Jerzy Kosycarz, którego pamięci zadedykował jeden ze swoich autorskich albumów Dolina Dolnej Odry (2007).

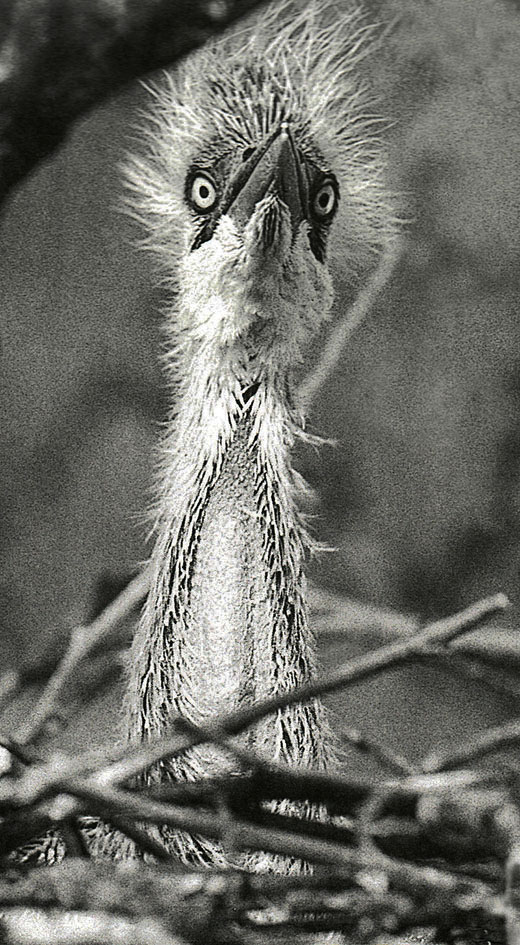
Czapla siwa – 1979 r.

## Publikacje
Autorskie wydania albumowe
- Dolina Dolnej Odry (The Lower Odra Valley, Das Untere Odertal) – Soft Vision, Szczecin 2007, ISBN 978-83-921646-5-4[21][22][23]
- Kraina puszcz i bagien – Nadleśnictwo Kliniska, 1999, ISBN 83-90191-5-55[24][25]
- Barwy Lasu – tekst: Marek Cichoń i Tomasz Szeszycki, wyd. Computer Originals, Szczecin 1997, ISBN 978-83-901915-5-3[26][27][28][29]
- Świdwie – Rezerwat Przyrody – album przygotowany wspólnie z fotografikiem Jerzym Giergielewiczem, tekst: Wojciech Zyska i Przemysław Zyska, Wydawnictwo Promocyjne Albatros, Szczecin 1994, ISBN 978-83-857960-5-3[30]

Albumy i książki – prace zbiorowe
- Notatki Ornitologiczne, T 48, Z 1, wyd. Bogacki Wydawnictwo Naukowe 2007, ISSN 0550-0842
- Cis pospolity (Taxus baccata) – przeszłość, ochrona, hodowla, przyszłość, Tomasz Szeszycki, Soft Vision, Szczecin; wyd. I 2006, ISBN 83-921646-3-6; wyd. II 2013, ISBN 978-83-921646-3-0
- Polska – Portret Przyrody, Oficyna Wydawnicza Multico, 2005, ISBN 83-7073-381-6
- Las – Wspólne Dziedzictwo, Oficyna Wydawnicza Multico, 2004, ISBN 83-88478-97-4
- Encyklopedia Polska – Przyroda, Wydawnictwo Podsiedlik-Raniowski, 2003, ISBN 83-7341-280-8
- Seria Wyprawy z Borsukiem: Ziemia, ISBN 83-914640-2-4; Woda, ISBN 83-914640-3-2; Powietrze, ISBN 83-914640-4-0; Łąka, ISBN 83-914640-7-5; Wydawnictwo Weda 2001–2002
- Księga Przyrody Polskiej, Wydawnictwo Podsiedlik-Raniowski, 2000, ISBN 83-7212-344-6
- Encyklopedia Polska 2000, Wydawnictwo Podsiedlik-Raniowski, 2000, ISBN 83-7212-305-5
- Polish Photographic Club of New York, Salon 2000, projekt i tekst: J. Koss, wydawca: Photographic Club of New York USA 2000[1]
- Przyroda Polska, Wydawnictwo Podsiedlik-Raniowski, wyd. I 1999 ISBN 83-7212-231-8, wyd. II 2003 ISBN 83-7341-480-0
- Szczecińskie Towarzystwo Fotograficzne 1953-2003 [album], projekt i prolog: Timm Stütz, wydawca: STF Szczecin 2003
- Stan środowiska w woj. Toruńskim, Państwowa Inspekcja Ochrony Środowiska, 1996
- Leśne ścieżki – Nadleśnictwo Rokita, T. Szeszycki (tekst) i T. Pasternak (rysunki), Computer Originals, Szczecin 1995, ISBN 978-83-901915-3-9[31]
- Leśne Gawędy – Przewodnik, Nadleśnictwo Rokita, 1995
- Stan Środowiska Miasta Szczecina, Szczecińskie Towarzystwo Naukowe, 1993, ISBN 83-9007-052-9
- Puszcza Bukowa – Szczeciński Park Krajobrazowy – wydawnictwo pod redakcją Aleksandry Stachak, Wydawnictwo „Głos", Szczecin 1992
- Łowiectwo, Państwowe Wydawnictwo Rolnicze i Leśne, 1990, ISBN 83-09-01139-3
- Pojezierze Zachodniopomorskie, Wiedza Powszechna, 1983, ISBN 83-214-0359-X

## Prezentacje fotografii przyrodniczej
- wystawy indywidualne (1976–1993) – 8 wystaw[32][33][34]
- wystawy zbiorowe, salony, konkursy – 50 prezentacji[35][36][37][38]
- autorskie pokazy diapozytywów (1979–2010) – 45 pokazów[39][2][3]

## Nagrody i wyróżnienia
- 2000 – pierwsze miejsce za zestaw fotografii Portrety zwierząt na Salonie Fotografii (New York, USA)[40]
- 1998 – drugie miejsce na salonie Międzynarodowych Targów Poznańskich i Zarządu Głównego PTTK na VII Ogólnopolskim Przeglądzie Książki Turystyczno-Krajoznawczej (album Barwy Lasu)
- 1989 – Medal 150 lat Fotografii – Kongres Fotografów Polskich – przyznany przez Związek Polskich Artystów Fotografików
- 1985 – nagroda specjalna na VI Pomorskich Spotkaniach z Diaporamą (Szczecin)[41][42]
- 1985 - wyróżnienie za zestaw fotografii w Konkursie Fotografii Przyrodniczej Ptaki, Kraków’85
- 1984 – III nagroda za diaporamę ojczystą, VIII Diaporama Dolnośląska Lubin '84[43]
- 1984 – III nagroda w Ogólnopolskiej Zaproszeniowej Wystawie Fotografii Przyrodniczej zorganizowanej przez Poznańskie Towarzystwo Fotograficzne (Poznań)
- 1984 -  II miejsce w Konkursie Fotograficznym Przyroda Szczecina, wystawa pod patronatem: PTTK Zarząd Wojewódzki, LOP[37]
- 1982 – złoty medal oraz dyplom PTF na XV Biennale Fotografii Przyrodniczej (Poznań)[44]
- 1981 – II miejsce w kategorii zestawów przeźroczy w V Ogólnopolskim Przeglądzie Filmów i Przeźroczy o Ochronie Środowiska „Biosfera '81”
- 1981 – II miejsce w kategorii fotografii w V Ogólnopolskim Przeglądzie Filmów i Przeźroczy o Ochronie Środowiska „Biosfera '81”
- 1980 – srebrny medal na XIV Biennale Fotografii Przyrodniczej (Poznań)
- 1977 – dyplom Ministerstwa Oświaty oraz Federacji Amatorskich Stowarzyszeń Fotograficznych za prace w IV Ogólnopolskiej Wystawie FMSz. (Warszawa)

## Filmografia
- Fotografowanie przyrody – felieton filmowy z cyklu Bliżej Natury, red. Marek Osajda, TV7, Szczecin, emisja 12.03.2000 r.
- Dolina Dolnej Odry – reżyseria Magdalena Jasińska, TVP Szczecin, 1994
- Słońsk – Plener fotografii przyrodniczej – scenariusz i realizacja: Janusz Czech, Zespół Telewizji Polskiej, 1993 (czas: 15 min)
- Film i fotografia – red. L. Popielarz i Wł. Kaczmarek, TV7, Szczecin, emisja 28.10.1992